# خيرمان سيلفا
خيرمان سيلفا (بالإسبانية: Germán Silva) هو عداء مراثوني مكسيكي، ولد في 9 يناير 1968 في Zacatlán (municipality) ‏ في المكسيك.

## وصلات خارجية
- خيرمان سيلفا على موقع الاتحاد الدولي لألعاب القوى (الإنجليزية)
- خيرمان سيلفا على موقع أوليمبيديا (الإنجليزية)